# FaceGen
FaceGen — связующее программное обеспечение, служащее для генерации лиц в трёхмерном пространстве, разработанное компанией Singular Inversions. FaceGen используется в случаях необходимости создания большого количества разнообразных лиц, как случайным образом, так и с помощью фотографий. Наиболее яркими примерами использования технологии являются видеоигры Tiger Woods PGA Tour, The Elder Scrolls IV: Oblivion, Fallout 3, Fallout: New Vegas и игры серии Football Manager.
FaceGen также используется полицейскими отделами для создания трёхмерных моделей подозреваемых. По словам компании, программа очень полезна при создании фотороботов, в отличие от программ, работающих с двумерным пространством, благодаря возможности создавать точные модели людей с большим выбором различных деталей, из которых затем получаются очень подробные изображения.
Другое применение заключается в социально-психологических исследованиях. Его преимущество( в сравнении с обычными фотографиями ) заключено в большом количестве параметров, которые могут быть легко сгенерированы, лицо может быть подобрано или быть изменено вариацией систематических характеристик человека, таких как раса, возраст и создания карикатурных образов, изменения направления взгляда, позиции головы.

## Возможности
FaceGen Modeller позволяет пользователю копировать, выполнять случайные и другие действия над лицами, отличаясь от традиционных средств трёхмерного моделирования тем, что геометрия моделей регулируется не через саму полигональную сетку, а с помощью ряда настроек, включает в себя алгоритмы для регулировки визуального отображения возраста человека, этнического происхождения и пола. Например, чтобы преобразовать лицо молодого человека в лицо старого, нужно, вместо того, чтобы работать непосредственно с сеткой, отрегулировать всего один ползунок отвечающий за возраст. Также доступна подробная настройка, например, регулирование одной части лица или настройка различных эмоций. Модели, созданные в программе, имеют файловое расширение FG.

## Бесплатная версия
Бесплатную версию FaceGen можно загрузить с сайта компании. Программа позволяет создавать, редактировать, загружать и сохранять файлы. Бесплатная версия имеет ту же функциональность, что и коммерческая, но в ней исключена возможность экспортировать данные для использования в программах компьютерного моделирования.

## FaceGen Exporter
В ноябре 2011 был выпущен FaceGen Exporter DG1, позволяющий использовать модель лица FaceGen в Daz Studio 4. В настоящее время Exporter работает только с моделью Genesis Daz Studio.

## Игры, использующие FaceGen
| - Demon's Souls (PlayStation 3) - Demon's Souls (Black Phantom Edition) - Fallout 3 (PlayStation 3, Microsoft Windows, Xbox 360) - Fallout 3 (Collector’s Edition) - Fallout 3 (Survival Edition) - Fallout 3: Operation: Anchorage - Fallout: New Vegas (PlayStation 3, Microsoft Windows, Xbox 360) - Halo 3: ODST (Xbox 360) - Halo 3: ODST (Special Edition) - Tiger Woods PGA Tour 08 (Macintosh, PlayStation 2, PlayStation 3, Wii, Microsoft Windows, Xbox 360) - Tiger Woods PGA Tour 09 (Android, BREW, J2ME) - Tiger Woods PGA Tour 09 (PlayStation 3, Xbox 360) | - The Elder Scrolls IV: Oblivion (PlayStation 3, Microsoft Windows, Xbox 360) - The Elder Scrolls IV: Oblivion (Game of the Year Edition) - The Elder Scrolls IV: Oblivion (Collector’s Edition) - The Elder Scrolls IV: Knights of the Nine (Microsoft Windows, Xbox 360) - The Elder Scrolls IV: Shivering Isles (PlayStation 3, Microsoft Windows, Xbox 360) - Top Spin 3 (PlayStation 3, Xbox 360) - Worldwide Soccer Manager 2008 (Macintosh, Microsoft Windows, Xbox 360) |